# Jakob Dont
Jakob Dont (Viena, 3 de março de 1815 – Viena, 17 de novembro de 1888), violinista e compositor austríaco.
Filho do violoncelista Josef Valentin Dont, foi aluno de Joseph Böhm (1795–1876) e de Georg Hellmesberger senior (1800–1873) no Conservatório de Viena. Ingressou como violinista na Orquestra do Teatro da Corte (1831) e da Capela Imperial (1834).
Foi considerado um excelente pedagogo, e suas obras furam muito recomendadas pelos melhores mestres de violino – entre seus discípulos figura o célebre violinista Leopold Auer (1845–1930).
Lecionou em várias instituições vienenses e foi professor no Conservatório de Viena (1873).
Entre sua importante produção pedagógica para violino (mais de 50) cabe destacar a Coletânea de Estudos Gradus ad Parnassum (alguns para 2 violinos), considerados por Spohr, Joachim e outras autoridades no assunto como do melhor que se escreveu. Compôs também vários concertos para violino e quartetos.